# Lusciano
Lusciano é uma comuna italiana da região da Campania, província de Caserta, com cerca de 13124 habitantes. Estende-se por uma área de 4 km², tendo uma densidade populacional de 3281 hab/km². Faz fronteira com Aversa, Giugliano in Campania (NA), Parete, Trentola-Ducenta.

## Demografia
| Variação demográfica do município entre 1861 e 2011                               |
|                                                                                   |
| Fonte: Istituto Nazionale di Statistica (ISTAT) - Elaboração gráfica da Wikipedia |